# Personalització

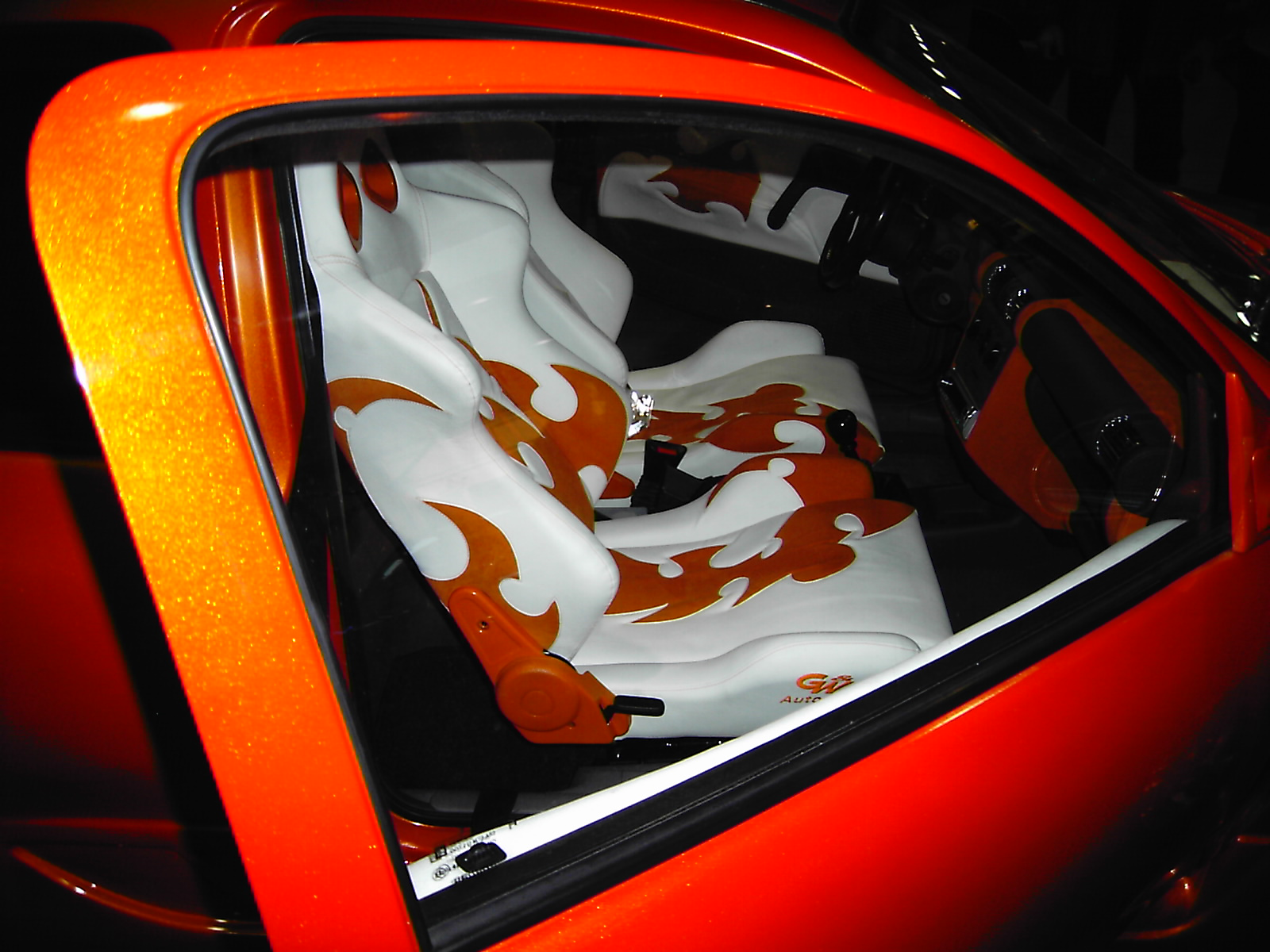
Seients modificats

La personalització d'automòbils (en anglès, tuning) és la cultura de la transformació del vehicle, de forma que el resultat sigui una representació particular del propi vehicle.
Un dels llocs de la personalització més destacats és als Estats Units d'Amèrica. Algunes persones atribueixen l'origen de la personalització a Alemanya entre 1960 i 1970. Altres indiquen que tendències de modificació de l'automòbil com els Lowrider es van començar a popularitzar als Estats Units durant els anys 50. Hi ha diverses tendències, però l'estil més influent de l'actualitat és el dels Estats Units.
La personalització es va expandir a gran velocitat, fins i tot avui en dia existeixen una gran quantitat de concentracions d'aficionats de la personalització d'automòbils, premsa especialitzada, botigues d'accessoris de personalització i esdeveniments d'automòbils modificats. Addicionalment, els mitjans i la televisió han influït considerablement en l'acceptació del concepte tuning com moda i estil.
Hi ha diversos estils de personalització, entre ells: Racing, Lowrider, Hi-Tech, Off-Road, Racer, Drifter, Showcar, Custom, Styling, Stance, Sleeper, Barroc, Extreme, o Hot Rod. Cada comunitat té un estil diferent i ho aplica a les seves actuacions.